# Мутага IV
Мутага IV Мбікідже (бл. 1892–1915) — король Бурунді з 21 серпня 1908 до 30 листопада 1915. Був сином короля Мвезі IV. Мав двох синів:
- Мвамбутса IV Бангірісенг
- принц Ігнац Каматарі (помер 1964)